# Sarcophage des Deux Frères
Le sarcophage des Deux Frères, ou sarcophage des Deux Frères avec des scènes bibliques, est un sarcophage paléochrétien de marbre, datant de 325-350 et conservé au musée Pio Cristiano, dans les musées du Vatican (inv. 31543).

## Description

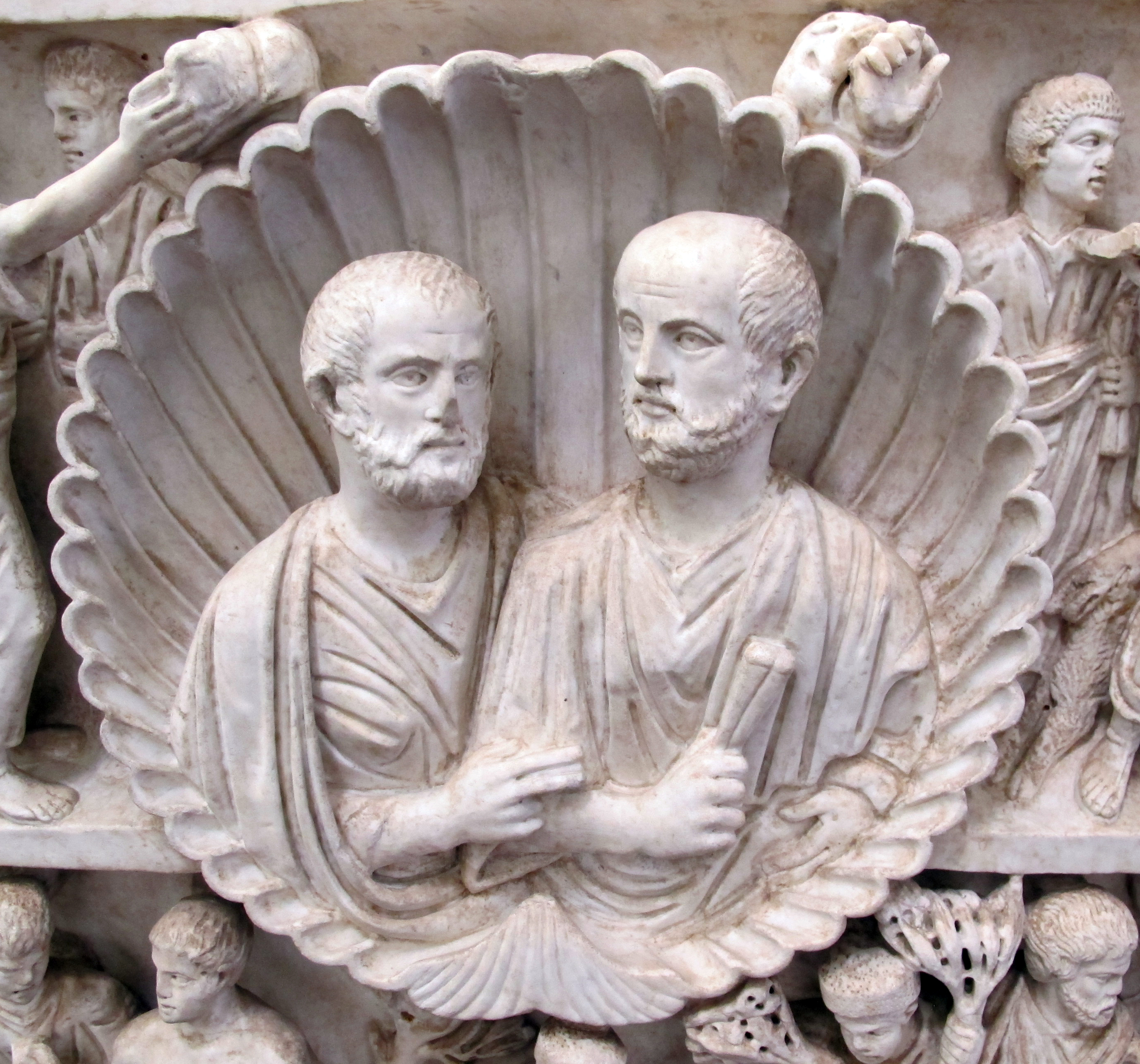
Les deux frères.

Le Sarcophage des Deux Frères a été découvert lors de fouilles à la basilique Saint-Paul-hors-les-Murs, à Rome, tout comme le Sarcophage dogmatique, dont il est contemporain. Il s'agit d'un sarcophage monumental « à double registre ».
Ce style de sarcophage, typique de l'époque constantinienne, se caractérise par la superposition de deux niveaux. Au centre du registre supérieur, un portrait sculpté, dans une niche en forme de coquille, le clipeus, représente le ou les défunts.
Les deux personnages barbus se ressemblent comme des frères, ce qui a valu son surnom au sarcophage, mais on ignore leur lien de parenté de même que leur identité. Ils portent une toge traditionnelle et l'un d'eux tient un volumen à la main. Des traces de dorures et de peintures ont été révélées sur la surface du marbre lors de travaux de restauration.
Différentes scènes de l'Ancien et du Nouveau Testaments occupent les deux registres. 
Dans la partie supérieure, la séquence narrative présente la résurrection de Lazare, le reniement de Pierre, Moïse et les Tables de la Loi, puis, après le clipeus, le sacrifice d'Isaac et Jésus devant Ponce Pilate.
Le registre inférieur montre Pierre baptisant ses geôliers, Daniel dans la fosse aux lions, Pierre prêchant aux soldats, la guérison de l'aveugle et enfin la multiplication des pains et des poissons.

## Galerie

Iconographie
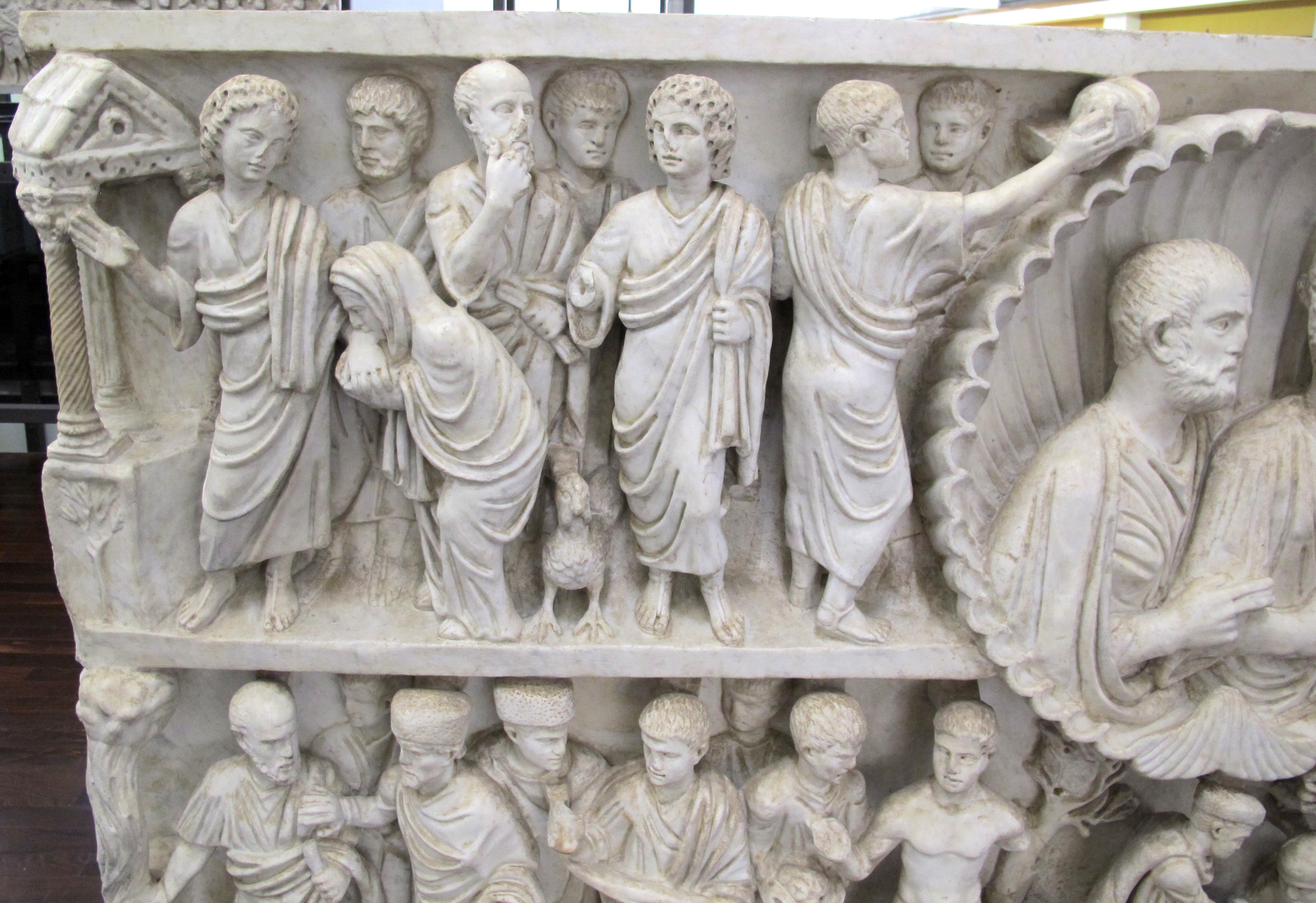
Détail du registre supérieur, à gauche
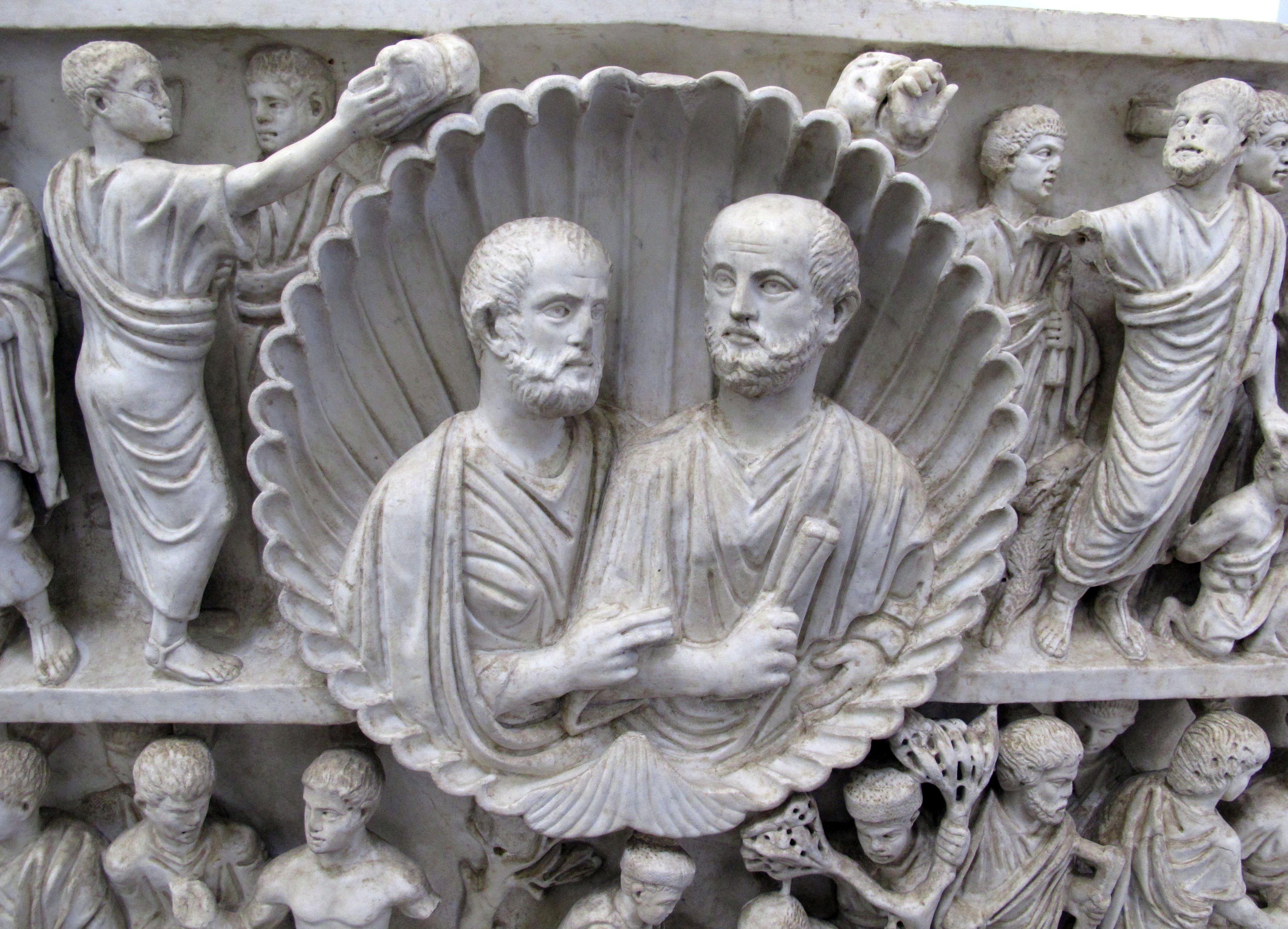
Le clipeus central
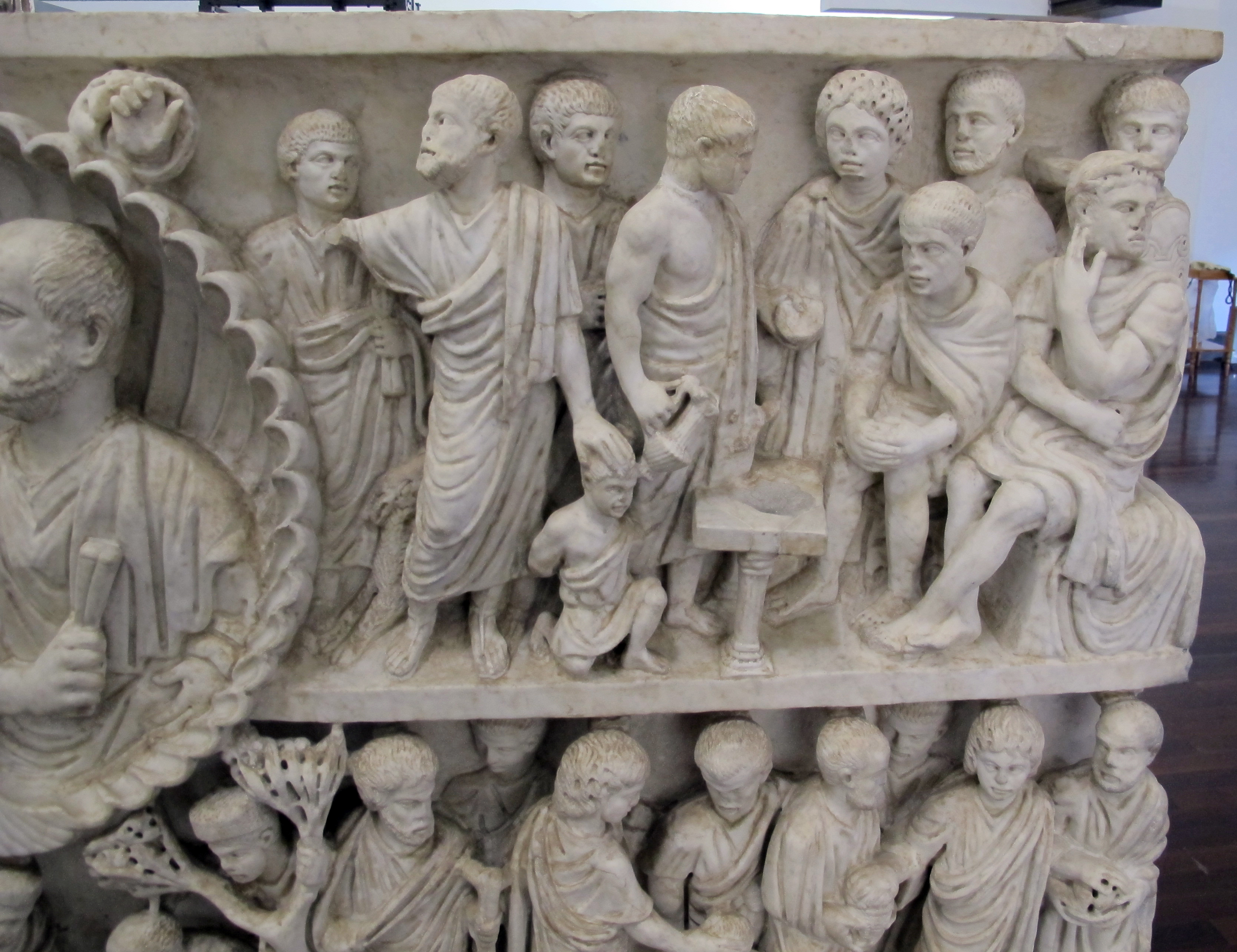
Détail du registre supérieur, à droite
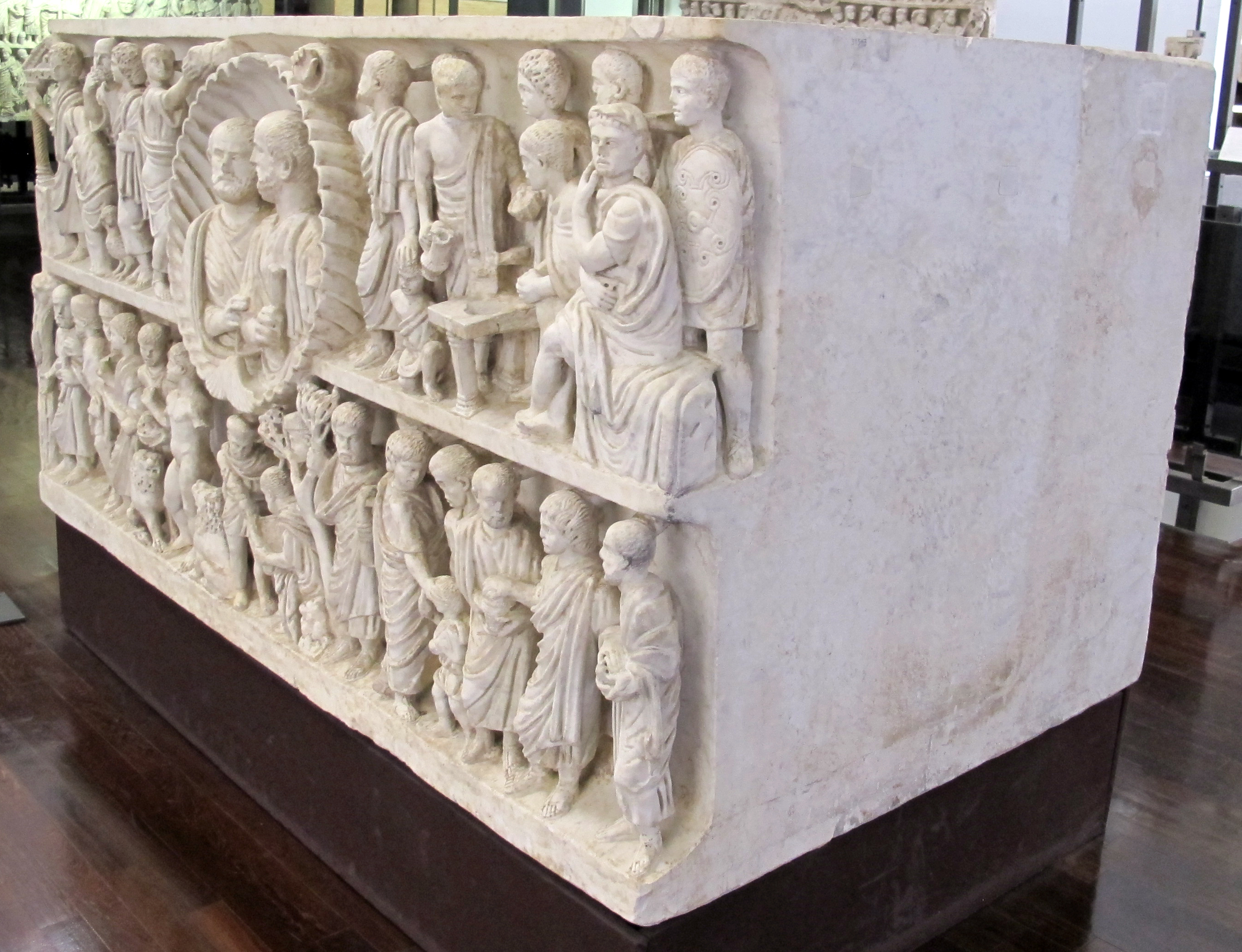
Vue d'ensemble